# Sokólnik
Sokólnik – kolonia w Polsce położona w województwie mazowieckim, w powiecie ciechanowskim, w gminie Grudusk.
Sokólnik jest sołectwem w gminie Grudusk
W latach 1975–1998 miejscowość administracyjnie należała do województwa ciechanowskiego.